# Егорьевское (озеро)
Егорьевское (Шидьерское) — озеро в России, располагается на территории Кирилловского района Вологодской области.
Площадь водной поверхности озера равняется 1,16 км². Уровень уреза воды находится на высоте 119 м над уровнем моря. Площадь водосборного бассейн озера составляет 15,3 км².
На западном берегу озера находится деревня Шидьеро, на восточном — деревня Кулига, а на полуострове, разделяющем восточную и западную часть озера — деревня Добрилово.
Код объекта в государственном водном реестре — 08010200311110000004103.